# Tituly a vyznamenání Wojciecha Jaruzelského

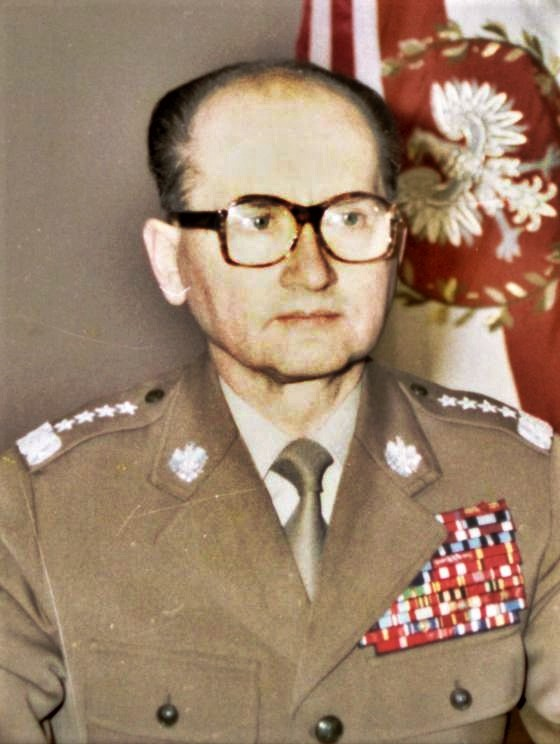
Wojciech Jaruzelski v generálské uniformě s vyznamenáními v roce 1981

Wojciech Jaruzelski, polský generál a politik, během svého života získal řadu ocenění a vyznamenání jak polských tak zahraničních.

## Vojenské hodnosti
- praporčík, 16. prosince 1943
- podporučík, 11. listopadu 1944
- poručík, 25. dubna 1945
- kapitán, 22. července 1946
- major, 10. července 1948
- podplukovník, 25. ledna 1949
- plukovník, 31. prosince 1953
- brigádní generál, 14. července 1956
- divizní generál, 13. července 1960
- generál zbraní, 9. července 1968
- armádní generál, 23. září 1973[1]

## Vyznamenání

### Polská vyznamenání

#### Řády
- stříbrný kříž Virtuti Militari
- rytíř Řádu znovuzrozeného Polska
- důstojník Řádu znovuzrozeného Polska – 5. listopadu 1948
- Řád budovatelů lidového Polska
- Řád praporu práce I. třídy
- Řád grunwaldského kříže III. třídy – 2. září 1945

#### Medaile
- Kříž za chrabrost – 24. června 1945 a 14. ledna 1946[2]
- stříbrný Záslužný kříž – 20. července 1945
- stříbrná Medaile Zasloužená na poli slávy – 4. února 1945, 27. března 1945 a 12. května 1945
- Medaile Za účast v bojích na obranu lidové vlády
- Medaile 10. výročí Lidového Polska – 1954
- Medaile 30. výročí Lidového Polska – 1974
- Medaile 40. výročí Lidového Polska – 1984
- Medaile za Varšavu 1939–1945 – 1945
- Medaile Za Odru, Nisu a Baltské moře
- Medaile Vítězství a svobody 1945
- zlatá Medaile ozbrojených sil ve službě vlasti
- stříbrná Medaile ozbrojených sil ve službě vlasti
- bronzová Medaile ozbrojených sil ve službě vlasti
- Medaile Za účast v bitvě o Berlín
- zlatá Medaile za zásluhy na národní obraně – 1973
- stříbrná Medaile za zásluhy na národní obraně – 1968
- bronzová Medaile za zásluhy na národní obraně – 1966
- Medaile Národní vzdělávací komise
- Medaile Pro Memoria – 2005
- Zlatý Odznak Janka Krasického
- Odznak 1000. výročí polského státu

### Zahraniční vyznamenání
- Belgie
  -  komtur Řádu koruny – 1967
- Bulharsko
  -  Řád Georgiho Dimitrova – 1983
  -  Pamětní medaile 100. výročí narození Georgiho Dimitrova – 1983[3]
- Československo
  -  Řád rudé zástavy – 1971
  -  Řád Bílého lva I. třídy, civilní divize – 6. července 1979[4]
  -  Řád Klementa Gottwalda – 27. května 1983[5]
  -  Medaile Za upevňování přátelství ve zbrani I. třídy – 1970
- Finsko
  -  velkokříž Řádu bílé růže – 1989[6]
- Francie
  -  komandér Řádu čestné legie – 1989[7]
- Itálie
  -  velkokříž s řetězem Řádu zásluh o Italskou republiku – 12. května 1989[8]
- Kuba
  -  Řád José Martího – 1983[9][10]
- Maďarsko
  -  Řád rudého praporu – 1977
  -  Řád praporu Maďarské lidové republiky I. třídy s diamanty – 1983
- Mongolsko
  -  Řád Süchbátara – 1977
  -  Řád rudého praporu – 1983
- Portugalsko
  -  velkokříž Řádu prince Jindřicha – 10. července 1976[11]
- Rumunsko
  - Zlatá medaile Virtutea Ostăşească – 1971
  -  Řád hvězdy Rumunské socialistické republiky I. třídy – 1983
- Rusko
  -  Medaile Žukova – 1996
  -  Jubilejní medaile 50. výročí vítězství ve Velké vlastenecké válce 1941–1945 – 1995
  -  Jubilejní medaile 60. výročí vítězství ve Velké vlastenecké válce 1941–1945 – 2005
- Řecko
  -  velkokříž Řádu Spasitele – 1987
- Severní Korea
  -  Řád národního praporu – 1977
- Sovětský svaz
  -  Řád Lenina – 1968 a 1983
  -  Řád Říjnové revoluce – 1973
  -  Řád rudého praporu – 1978
  -  Řád přátelství mezi národy – 1973
  -  Medaile Za dobytí Berlína
  -  Medaile za osvobození Varšavy
  -  Medaile 100. výročí narození Vladimira Iljiče Lenina – 1970
  -  Medaile za vítězství nad Německem ve Velké vlastenecké válce 1941–1945
  -  Jubilejní medaile 20. výročí vítězství ve Velké vlastenecké válce 1941–1945 – 1972
  -  Jubilejní medaile 30. výročí vítězství ve Velké vlastenecké válce 1941–1945 – 1975
  -  Jubilejní medaile 40. výročí vítězství ve Velké vlastenecké válce 1941–1945 – 1985
  -  Medaile 50 let ozbrojených sil SSSR – 1968
  -  Medaile 60 let ozbrojených sil SSSR – 1978
  -  Medaile 70 let ozbrojených sil SSSR – 1988
  -  Medaile Za upevňování bojového přátelství – 1979
- Španělsko
  -  velkokříž s řetězem Řádu Isabely Katolické – 1989
- Vietnam
  -  Řád zlaté hvězdy – 1983
- Východní Německo
  -  Scharnhorstův řád – 1975
  -  Řád Karla Marxe – 1983